# Addizieren
Addizieren (von lat. addicere „zusprechen“, Substantiv addictio, Addiktion) ist ein in frühneuhochdeutscher Zeit eingeführtes Fremdwort, dessen Grundbedeutung „zusprechen“ ist. 
Während in frühneuhochdeutscher Zeit auch reflexiver Gebrauch in der Bedeutung „sich jemandem mit Leib und Seele ergeben, unterwerfen“ belegt ist (vgl. engl. addiction „Hingabe, Sucht“), wird es heute nur noch transitiv (jemandem etwas addizieren) gebraucht, als fachsprachlicher Ausdruck in rechtsgeschichtlichen Zusammenhängen oder als bildungssprachlicher Ausdruck für die Zuschreibung eines Werkes.

## Addizierenin der Rechtssprache
Der rechtssprachliche Gebrauch im Deutschen beschränkt sich heute auf rechtsgeschichtliche Zusammenhänge und schließt an die Bedeutung von addicere in der Sprache des römischen Rechts an. Im ursprünglichen Verständnis ein „Zusprechen“ im Rahmen der Legisaktion, das der Rede oder Handlung einer Person hinzugefügt wird und rechtlich bindende Wirkung besitzt, hatte sich die Bedeutung in der Entwicklung der antiken Rechtssprache weitgehend auf das von einem Richter, Magistrat oder nunmehr auch einer Vertragspartei vollzogene „Zuerkennen, Übereignen, Zuschlagen“ eines dinglichen Guts oder einer Person verengt. So wird ein in der Eigentumsfrage strittiges Gut vom Richter dem rechtmäßigen Eigentümer addiziert, wird dem Gläubiger eines zahlungsunfähigen Schuldners ein vereinbartes Pfandgut oder als Schuldsklave bis zur Einlösung der Schuld der Schuldner in Person addiziert oder wird eine Konkursmasse vom Praetor dem Meistbietenden addiziert. 
Als Terminus mit einer eng festgelegten Bedeutung hat das Wort sich besonders im Zusammenhang mit der Vertragsart addictio in diem oder auch in diem addictio etabliert. Hierbei handelt es sich um eine besondere Vereinbarung (pacta adiecta) eines Vertrages in Form einer Bedingung, in der Regel zu einem Kaufvertrag, mit zeitlich befristetem Rücktrittsrecht des Verkäufers: dieser addiziert dem Käufer den Vertragsgegenstand unter der Bedingung, dass bis zum festgesetzten Termin nicht von anderer Seite ein Angebot gemacht wird, das günstiger ist als das, zu dem der Vertragspartner (Käufer) dann seinerseits bereit ist. Die klassischen Juristen stritten noch darüber, ob der Mangel eines besseren Angebots während des Fristenlaufs aufschiebende (so Julian) oder auflösende Wirkung (so Sextus Pomponius) hatte.

## Addiziereneines Werkes
In der Sprache der Kunstgeschichte, der Philologie, des Buchwesens und als bildungssprachlicher Ausdruck wird addizieren zuweilen für die Zuschreibung eines anonymen, unter falschem Namen überlieferten oder in seiner Urheberschaft zweifelhaften Werkes an seinen aufgrund stilistischer, historischer oder anderer Hinweise ermittelten Urheber oder Erzeuger verwendet: in diesem Sinn wird zum Beispiel ein Gemälde seinem Maler, ein Text seinem Verfasser, eine Handschrift einem bestimmten Schreiber oder ein Frühdruck seinem Drucker addiziert.